# Triteleia guadalupensis
Triteleia guadalupensis là một loài thực vật có hoa trong họ Măng tây. Loài này được L.W.Lenz miêu tả khoa học đầu tiên năm 1970.